# Madrid Open 2015
Il Madrid Open 2015, ufficialmente Mutua Madrid Open 2015 per motivi di sponsorizzazione, è stato un torneo di tennis disputato sulla terra rossa. 
È stata la 14ª edizione ATP e la 7ª edizione WTA del Madrid Open. Faceva parte della categoria ATP World Tour Masters 1000 nell'ambito dell'ATP World Tour 2015 e dei tornei Premier Mandatory nell'ambito del WTA Tour 2015. Entrambe le competizioni, maschile e femminile, si sono tenute alla Caja Mágica di Madrid, in Spagna, dal 1° al 10 maggio 2015.

## Partecipanti ATP

### Teste di serie
| Nazione     | Giocatore             | Ranking | Testa di serie* |
| ----------- | --------------------- | ------- | --------------- |
| Svizzera    | Roger Federer         | 2       | 1               |
| Regno Unito | Andy Murray           | 3       | 2               |
| Spagna      | Rafael Nadal          | 4       | 3               |
| Giappone    | Kei Nishikori         | 5       | 4               |
| Canada      | Milos Raonic          | 6       | 5               |
| Rep. Ceca   | Tomáš Berdych         | 7       | 6               |
| Spagna      | David Ferrer          | 8       | 7               |
| Svizzera    | Stan Wawrinka         | 9       | 8               |
| Croazia     | Marin Čilić           | 10      | 9               |
| Bulgaria    | Grigor Dimitrov       | 11      | 10              |
| Spagna      | Feliciano López       | 12      | 11              |
| Francia     | Jo-Wilfried Tsonga    | 14      | 12              |
| Francia     | Gaël Monfils          | 15      | 13              |
| Spagna      | Roberto Bautista Agut | 16      | 14              |
| Sudafrica   | Kevin Anderson        | 17      | 15              |
| Stati Uniti | John Isner            | 18      | 16              |

* Teste di serie basate sul ranking al 27 aprile 2015.

### Altri partecipanti
I seguenti giocatori hanno ricevuto una wild card per il tabellone principale:
- Nicolás Almagro
- Marius Copil
- Pablo Andújar
- Marcel Granollers

I seguenti giocatori sono passati dalle qualificazioni:

- Thomaz Bellucci
- Alejandro Falla
- Daniel Gimeno Traver
- Alejandro González
- Thanasi Kokkinakis
- Albert Ramos Viñolas
- Luca Vanni

## Partecipanti WTA

### Teste di serie
| Nazione     | Giocatrice           | Ranking | Testa di serie* |
| ----------- | -------------------- | ------- | --------------- |
| Stati Uniti | Serena Williams      | 1       | 1               |
| Romania     | Simona Halep         | 2       | 2               |
| Russia      | Marija Šarapova      | 3       | 3               |
| Rep. Ceca   | Petra Kvitová        | 4       | 4               |
| Danimarca   | Caroline Wozniacki   | 5       | 5               |
| Canada      | Eugenie Bouchard     | 6       | 6               |
| Serbia      | Ana Ivanović         | 7       | 7               |
| Russia      | Ekaterina Makarova   | 8       | 8               |
| Polonia     | Agnieszka Radwańska  | 9       | 9               |
| Spagna      | Carla Suárez Navarro | 10      | 10              |
| Germania    | Andrea Petković      | 11      | 11              |
| Germania    | Angelique Kerber     | 12      | 12              |
| Rep. Ceca   | Lucie Šafářová       | 13      | 13              |
| Rep. Ceca   | Karolína Plíšková    | 14      | 14              |
| Italia      | Sara Errani          | 15      | 15              |
| Stati Uniti | Venus Williams       | 16      | 16              |

* Teste di serie basate sul ranking al 27 aprile 2015.

### Altre partecipanti
Le seguenti giocatrici hanno ricevuto una wild card per il tabellone principale:
- Lara Arruabarrena
- Alexandra Dulgheru
- Francesca Schiavone
- Sílvia Soler Espinosa
- María Teresa Torró Flor

Le seguenti giocatrici sono passate dalle qualificazioni:

- Paula Badosa Gibert
- Mariana Duque Mariño
- Marina Eraković
- Julia Görges
- Ol'ga Govorcova
- Mirjana Lučić-Baroni
- Christina McHale
- Andreea Mitu

## Punti e montepremi
Il montepremi è di 4 625 835 € per il torneo ATP e 4 033 254 € per il torneo WTA.
| Torneo              | Torneo              | V       | F       | SF      | QF      | 3T     | 2T     | 1T     | Q  | Q3    | Q2    | Q1    |
| Singolare maschile  | Punti               | 1000    | 600     | 360     | 180     | 90     | 45     | 10     | 25 | 0     | 16    | 0     |
| Singolare maschile  | Premi in denaro (€) | 799.450 | 392.000 | 197.280 | 100.315 | 52.090 | 27.460 | 14.830 | –  | 0     | 3.420 | 1.740 |
| Doppio maschile     | Punti               | 1000    | 600     | 360     | 180     | 90     | 0      | –      | –  | –     | –     | –     |
| Doppio maschile     | Premi in denaro (€) | 247.560 | 121.200 | 60.800  | 31.200  | 16.130 | 8.510  | –      | –  | –     | –     | –     |
| Singolare femminile | Punti               | 1000    | 650     | 390     | 215     | 120    | 65     | 10     | 30 | 20    | 2     | –     |
| Singolare femminile | Premi in denaro ($) | 799.450 | 392.000 | 197.280 | 100.315 | 52.090 | 27.460 | 14.830 | 0  | 3.420 | 1.740 | –     |
| Doppio femminile    | Punti               | 1000    | 650     | 390     | 215     | 120    | 10     | –      | –  | –     | –     | –     |
| Doppio femminile    | Premi in denaro (€) | 247.560 | 121.200 | 60.800  | 31.200  | 16.130 | 8.510  | –      | –  | –     | –     | –     |

## Campioni

### Singolare maschile
Andy Murray ha sconfitto in finale  Rafael Nadal per 6–3, 6–2.
- È il trentatreesimo titolo in carriera per Murray, il secondo del 2015.

### Singolare femminile
Petra Kvitová ha sconfitto in finale  Svetlana Kuznecova per 6-1, 6-2.
- È il sedicesimo titolo in carriera per la Kvitová, il secondo del 2015.

### Doppio maschile
Rohan Bopanna /  Florin Mergea hanno sconfitto in finale  Marcin Matkowski /  Nenad Zimonjić per 6–2, 6(5)–7, [11–9].

### Doppio femminile
Casey Dellacqua /  Jaroslava Švedova hanno sconfitto in finale  Garbiñe Muguruza /  Carla Suárez Navarro per 6–3, 6(4)–7, [10–5].